# Jeu du loup

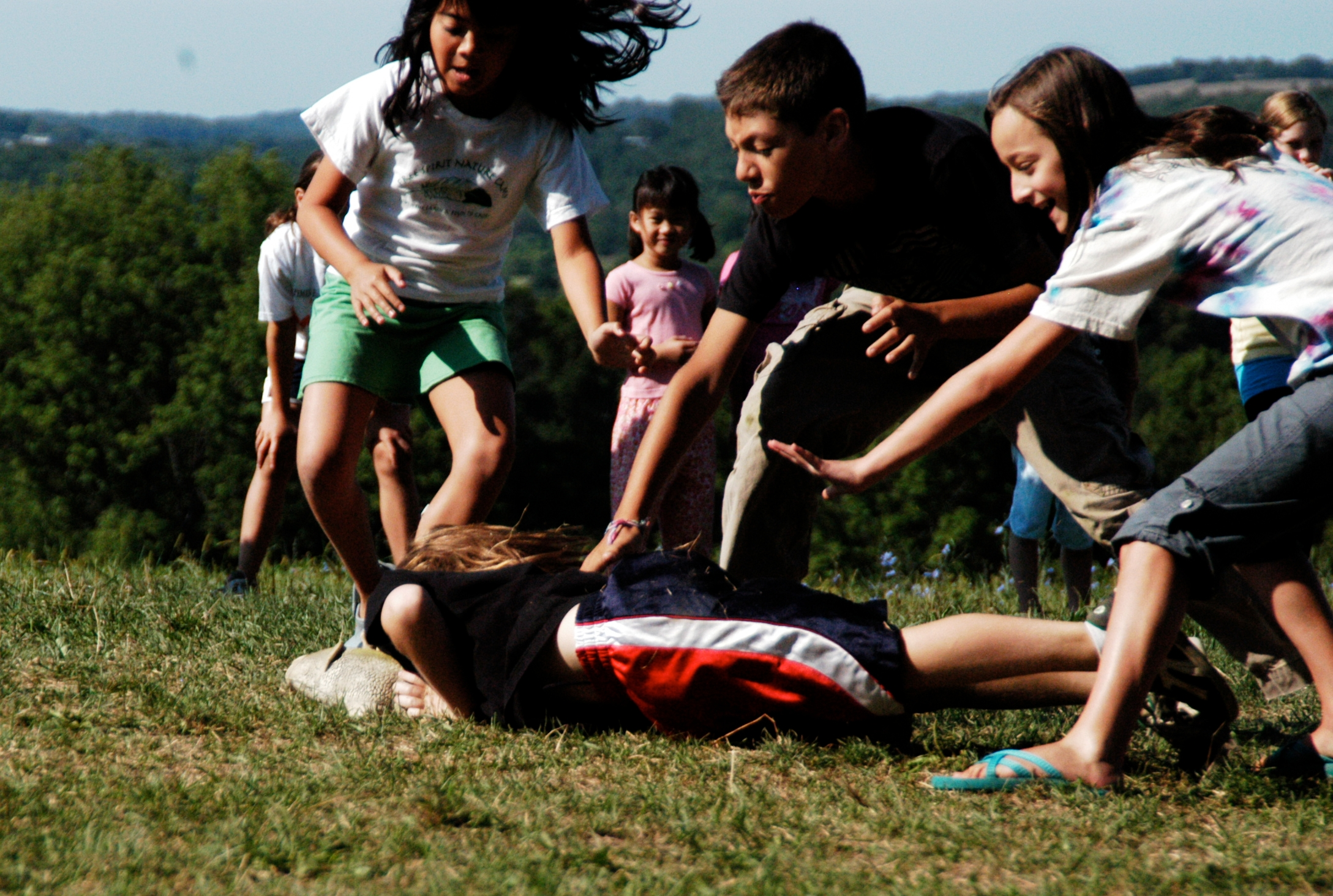
Enfants jouant au jeu du loup.

Le jeu du loup ou jeu du chat est un jeu de poursuite très répandu parmi les enfants. Il est selon les régions de France et les autres pays francophones, appelé chat ou touche-touche (nord de la France, Belgique, Franche-Comté), trappe-trappe (sud et nord-ouest de la France), couratte ou courate (dans le Doubs, le Jura et une partie de la Suisse romande), le maire (à La Réunion) ou la tag, la peste, l’ours ou la pie en Amérique du Nord.
Les versions du jeu sont aussi nombreuses que ses appellations ; le « chat perché », par exemple, est l'une des variantes les plus connues. Le jeu du chat et de la souris est une autre variante, qui est très proche du jeu du mouchoir ou de la chandelle.

## Règles

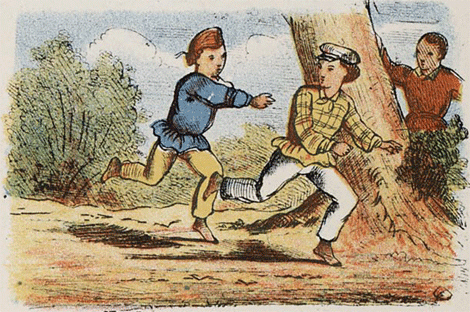
Illustration parue dans un livre en néerlandais des années 1860, Jongensspelen.

Un joueur est désigné comme le loup et doit alors courir après les autres joueurs jusqu'à ce qu'il réussisse à en toucher un, qui devient alors le loup. Cette règle de base connaît un nombre incalculable de variantes.
Suivant les régions, le loup peut être désigné comme le « chat », la « puce », la « tag » ou « celui qui a la peste ». Lorsqu'il touche sa victime, le loup doit parfois dire « touché ! », « chat ! », « t'y es ! » ou encore « c'est toi le pestiféré !».
Certains lieux de l'espace de jeu peuvent être définis comme inviolables. On appelle cet espace le « crique-craque » ou la « maison ». Dans la variante du « chat perché », un joueur perché sur un objet ne peut pas être changé en chat ; dans une autre variante, parfois appelée « chat-couleur » toucher un objet d'une couleur particulière offre la même protection.
Pour éviter les changements trop rapides, on peut interdire de « toucher son père » : le nouveau loup ne peut rendre la main à celui qui vient de le toucher.
La règle dite « du cadenas » permet d'éviter de devenir loup en formant avec ses mains un cadenas en joignant le pouce et l'index de chaque main ; généralement, il convient de s'exclamer « cadenas ! ». En Belgique, l'équivalent est la règle « du deux ».

## Variantes

### Québec
Au Québec, le jeu du loup est appelé jeu de la tag (de l'anglais game of tag). Comme ailleurs, de nombreuses variantes existent selon les régions et les âges : on recense ainsi la « tag glacée », la « tag multipliée », la « cachette-tag », ou encore « poisson cru » aussi appelé « fish », un équivalent du chat perché.
Il existe de nombreuses variantes de ce jeu. Les recenser en entier serait sans doute impossible puisque la plupart des écoles primaires du Québec ont elles-mêmes plusieurs variations de ce jeu. Malgré tout, certaines versions reviennent plus souvent que les autres.

#### Les quatre coins
Cette version du jeu de tag demande cinq joueurs : un par coin plus la tag.
- Le jeu se déroule dans un terrain de forme carrée.
- Un joueur est désigné comme la tag. Celui-ci doit se tenir au centre du terrain au début de la partie. Il peut cependant quitter sa position pour pourchasser les autres joueurs.
- Les autres joueurs occupent chacun un coin du carré.
- Une fois les joueurs à leur emplacement, les quatre joueurs (excluant la tag) doivent à tour de rôle échanger leurs positions sans se faire toucher par la tag.
- Lorsqu'un joueur est dans son coin, la tag ne peut pas le toucher.
- Lorsque le joueur désigné comme la tag touche un autre joueur, il doit crier le mot « tag » et, ainsi, c'est le joueur ayant été touché qui devient la tag. L'ancienne tag doit donc aller prendre la place qu'occupait son compagnon.

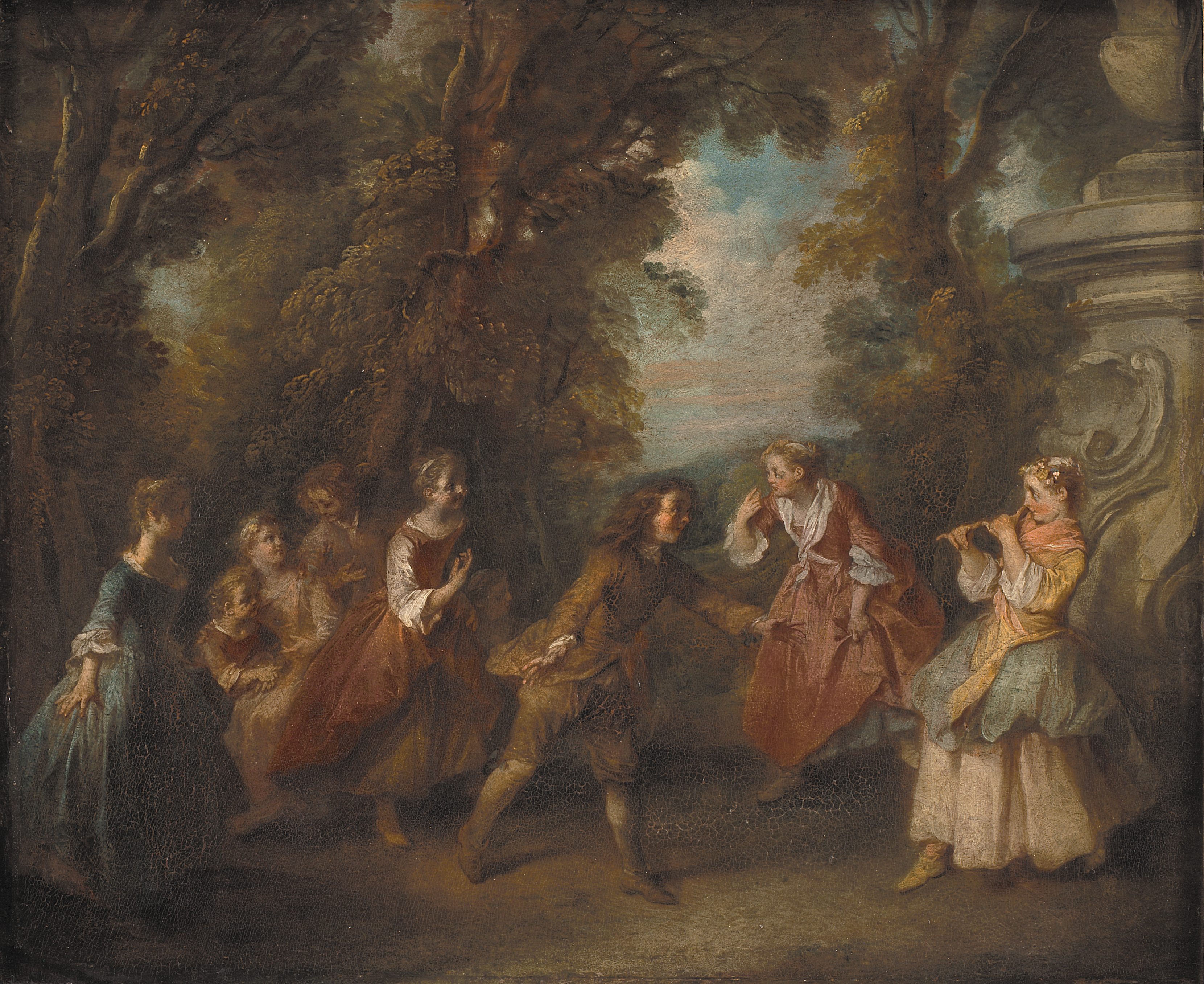
Le jeu des quatre coins de  Nicolas Lancret, XVIIIe siècle
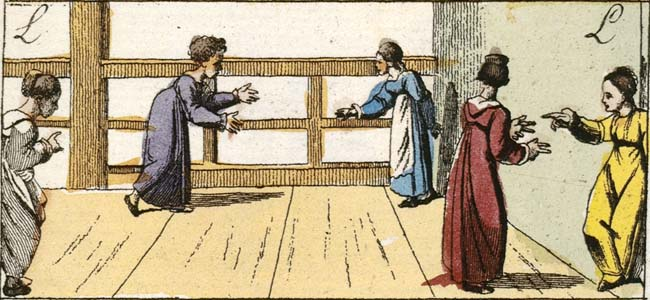
Gravure de Johann Michael Voltz, 1828
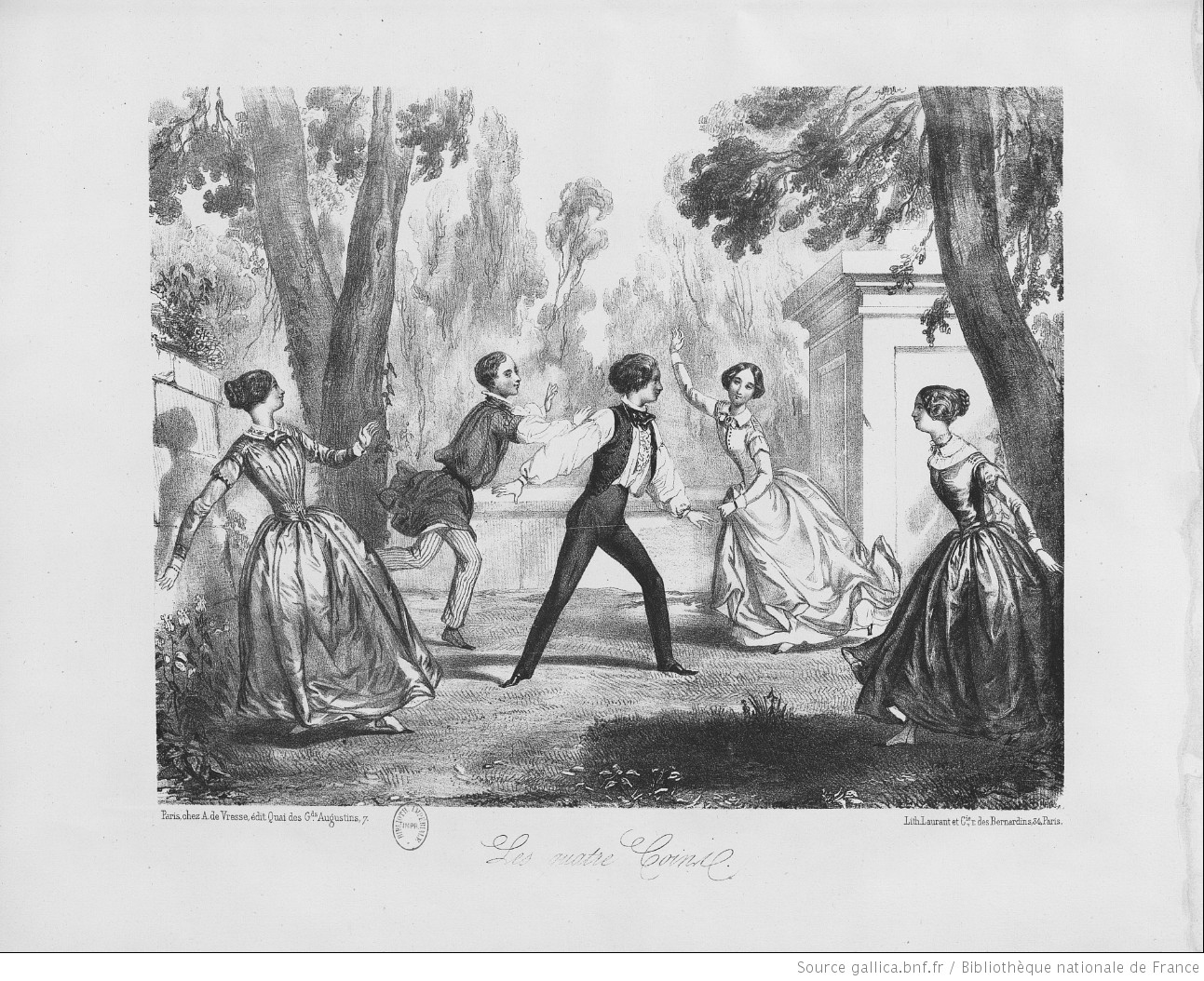
Le jeu des quatre coins dans un livre de 1856

#### Le foulard

##### Règles
- Les joueurs ont chacun un foulard partiellement entré dans leurs pantalons. Celui-ci doit dépasser d'au moins une trentaine de centimètres, dans le dos du joueur.
- Les joueurs doivent tenter de s'arracher le foulard les uns les autres. Le dernier à avoir gardé son foulard gagne.

### Réunion
À La Réunion, un jeu de ce type est associé au personnage légendaire de Grand-mère Kalle. Le joueur qui l'incarne se fait questionner par les autres participants sur l'heure qu'il est censé être. Il propose les réponses fictives de son choix avant de soudainement s'écrier « minuit », déclenchant alors la course-poursuite qui peut alors commencer. Le joueur touché devient Grand-Mère Kalle et la partie suivante débute.

### Japon
L'Onigokko (鬼ごっこ) est l'équivalent du jeu du loup au Japon,.

### Corée
Le Sulaejapgi (술래잡기) est l'équivalent du jeu du loup en Corée.

## Compétition
Une scène compétitive est née en 2012. Créés par Christian Devaux, les World Chase Tag regroupent des athlètes de parkour venant de toute la planète pour qu'ils s'affrontent sur un terrain de 12 x 12 m rempli d'obstacles. Les premiers championnats du monde de jeu du chat ont eu lieu en 2016 et la dernière édition s'est déroulée les 27, 28 et 29 mai 2022.